# Fidelidade (seguradora)

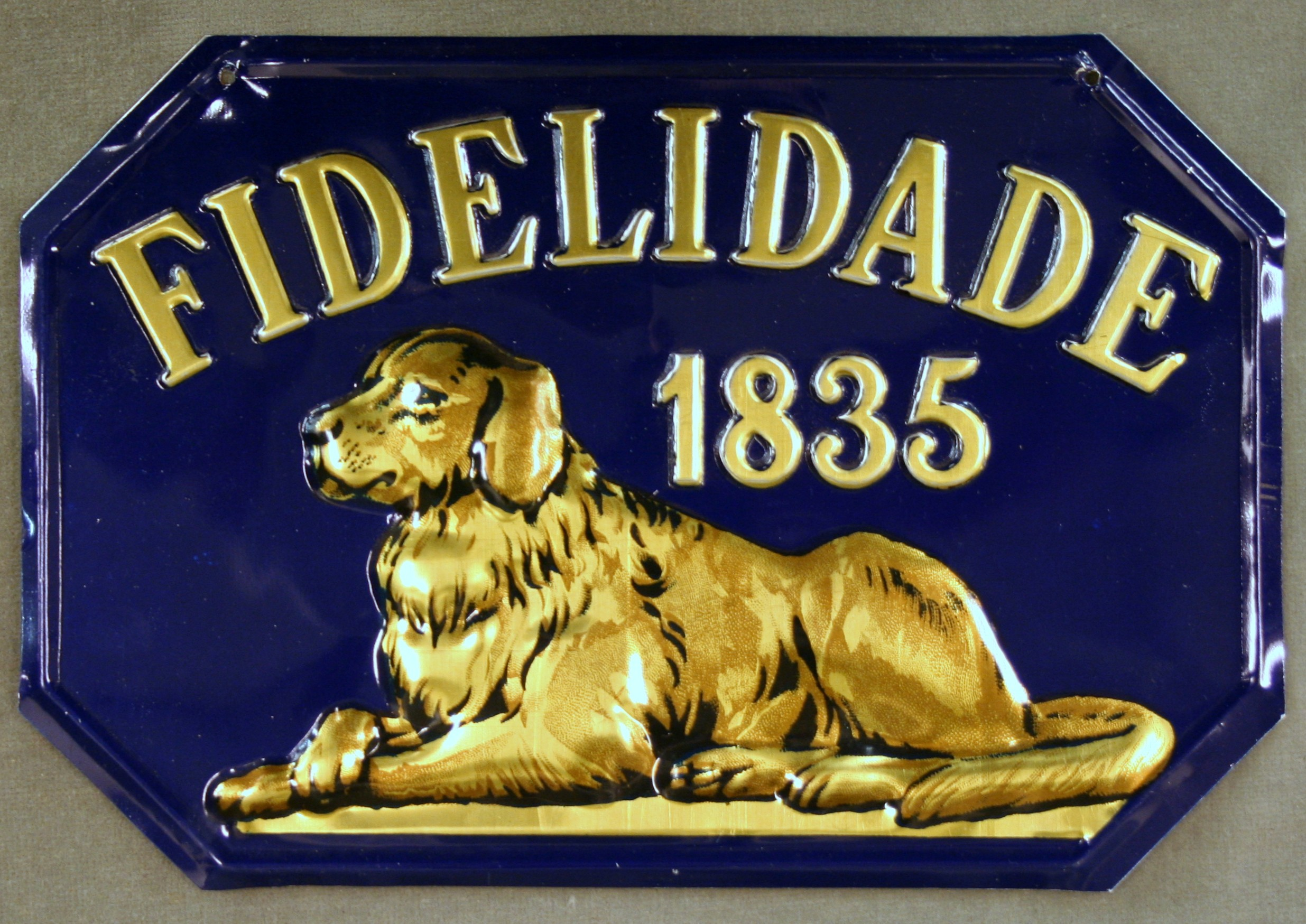
Placa da Fidelidade em Lisboa.

A Fidelidade é uma companhia de seguros portuguesa fundada em 1835.

## História
A história da Fidelidade, uma empresa por acções, dedicada aos seguros marítimos, terrestres e de vida, remonta ao ano de 1800, com a fundação da Bonança. A Fidelidade nasceu em Lisboa em 1835 a partir da Associação Mercantil Lisbonense.
No dia 10 de Setembro de 2002 concluiu-se a fusão entre as Seguradoras Mundial-Confiança e Fidelidade Seguros, culminando um conjunto de operações de restruturação do sector segurador do Grupo Caixa Geral de Depósitos iniciadas em Março desse ano. A "nova" Companhia opera através das marcas e redes "Mundial-Confiança" e "Fidelidade" que, embora integradas numa mesma entidade jurídica, apresentam individualidade comercial, beneficiando de vantagens decorrentes das sinergias obtidas no quadro da fusão. A sociedade resultante da fusão denomina-se Companhia de Seguros Fidelidade-Mundial, S.A. e possui um capital social de 400 milhões de euros.
A 18 de Outubro de 2004 a Fidelidade e a Mundial-Confiança fundem-se numa marca única e apresentam a nova marca Fidelidade-Mundial.
No dia 28 de Junho de 2013, a Fidelidade-Mundial fundiu-se com a Império Bonança, ela própria resultado da fusão entre a Companhia de Seguros Império, do Grupo CUF, e a Bonança, formando a Fidelidade - Companhia de seguros, S.A.
Em 2014, a empresa chinesa Fosun adquiriu cerca de 80% do capital da Fidelidade. No mesmo ano, a Fidelidade comprou a Espirito Santo Saúde (atual Luz Saúde), após o colapso do Banco Espirito Santo.